# 伊曼紐·史威登堡
伊曼紐‧史威登堡（Emanuel Swedenborgⓘ，1688年1月29日—1772年3月29日），又譯作“斯威登堡”或“瑞登堡”，瑞典著名的科學家、哲學家、神學家以及新教會的理論奠基人。他的前半生致力於自然科學領域，後半生則全身心投入神學領域。他所生活年代是歐洲正處於宗教影響力逐漸衰落，人們更注重科學和理性的啟蒙時代。在這個歷史背景下，史威登堡通過自己的心靈體驗向世人詮釋了一個關於基督教的全新觀念，而他的宗教觀與傳統基督教的觀念大相徑庭，因此遭到了傳統基督教會的排斥。史威登堡去世10多年之後，他的宗教觀才逐漸被世人所認識和接受。

## 家世與青年時代

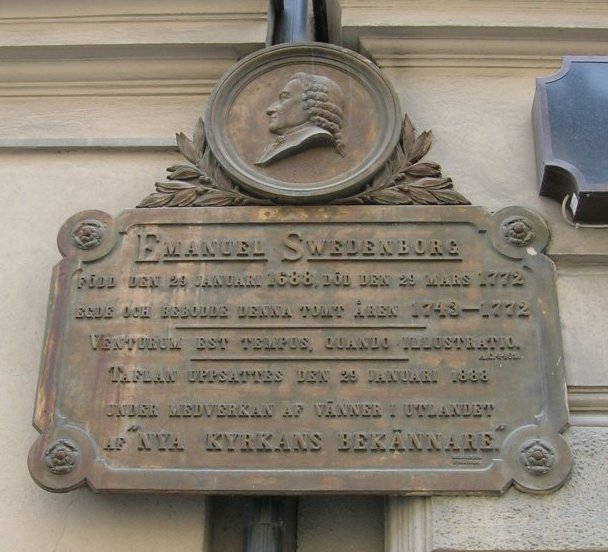
位於斯德哥爾摩瑟德馬爾姆島區霍恩斯格坦的史威登堡故居

伊曼紐·史威登堡1688年1月29日出生於瑞典斯德哥爾摩。史威登堡的父親——傑斯伯·史維登堡（1653-1735）出身於一個富裕的采礦家庭，早在1571年，作爲父系家族祖先的第一個有名人物是来自松德博恩教区的奧特·佩爾森（Otte Persson）。傑斯伯·史威登堡早年在國外學習神學，回國之後在斯德哥爾摩的講道中以其動人的演講，打動了瑞典國王卡爾十一世，通過國王的影響力，他後來成爲了烏普薩拉大學的神學教授和斯卡拉地區的主教
傑斯伯對當時被羅馬天主教視爲異端的路德教派運動產生了興趣，路德教派强調信徒的美德在於與上帝直接交流，而并非是依靠盲信。因信稱義是路德教派的信條，傑斯伯爲此被斥為異端。儘管傑斯伯在當時引起了極大的爭議，但是傑斯伯的天使和精神存在在日常生活中的這種非傳統教會的信仰觀念，對他的兒子伊曼紐·史威登堡的心靈產生了很大影響。
1699年6月年輕的伊曼紐·史威登堡進入了烏普薩拉大學學習。當時烏普薩拉大學提供四個學習專業：神學、哲學、法律和醫學。史威登堡選學的專業是哲學，但是他又涉獵廣汎，除了專業之外，他還學習了數學等自然科學領域，在語言學方面，他還學習了拉丁文、希臘文和希伯來文。1703年至1709年的這段時間，伊曼紐·史威登堡與林雪平主教小埃里克·本澤利烏斯生活在一起。1709年伊曼紐·史威登堡在烏普薩拉大學完成了學業。1710年開始了他的歐洲各國旅程，他先是周游了荷蘭、法國、神聖羅馬帝國（德國）等國，最後來到了倫敦，在倫敦他度過了四年的光陰。當時的倫敦是一個欣欣向榮的科學思想的中心。在倫敦的數年期間，是他思想成型最重要的時期，他之前沒有來過大城市，烏普薩拉大學的思想或學術研究多少受到神學教條的束縛，而他來到倫敦這個一個充滿自由的國際大都會的時節正是他的思想成型最强的時間，在這裏，他結識了天文學家約翰·佛蘭斯蒂德、愛德蒙·哈雷、數學家亨利·薩維爾等知名科學家。在倫敦期間，伊曼紐·史威登堡學習了物理力學和哲學以及大量閲讀書籍和寫作詩詞。史威登堡在寫給他的姐夫本澤利烏斯的信中説到，他相信他自己注定會成爲一個偉大的科學家

## 科學公務員生涯

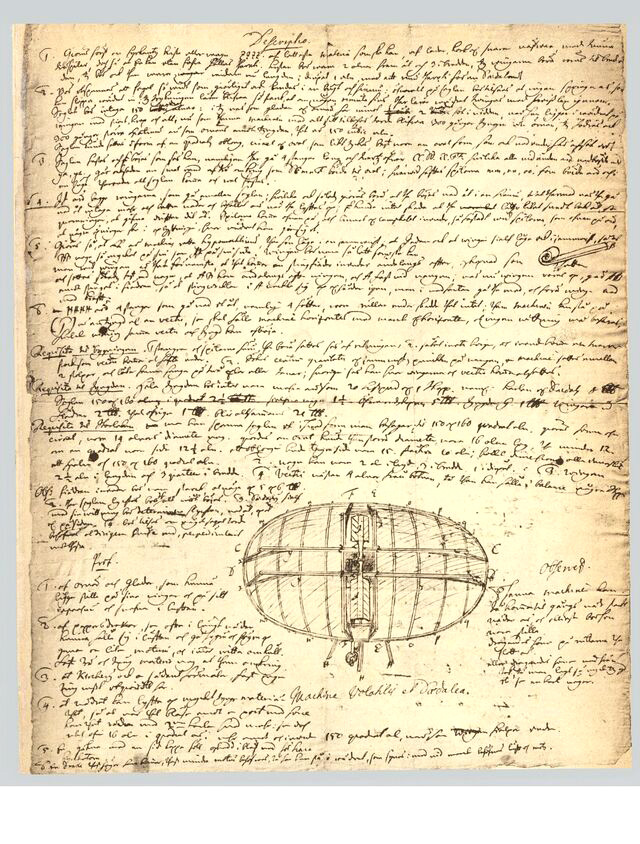
1714年史威登堡素描的飛行器，後來發表在《Daedalus Hyperboreus》雜志上

1715年史威登堡回到了瑞典，1716年他在隆德拜會了瑞典國王卡爾十二世，瑞典發明家克里斯托弗·普爾海姆也參加了會見，他後來成爲了史威登堡的好友。當時史威登堡建議國王資助在瑞典北部建立一座天文臺。但是嗜好戎馬征戰的國王認爲這個項目并不重要，而是任命了史威登堡為斯德哥爾摩的皇家礦務局的特別顧問，之後的20年間他一直致力於自然科學和工程項目。
1716年至1718年的之間，史威登堡出版了一本名爲《北地代達羅斯》（Daedalus Hyperboreus）的科學期刊，裏面記載了機械和數學的發明。這在這裏他特意描繪了一個飛行器（右圖）。1718年史威登堡發表了一篇文章，試圖用微弱的震動或“震顫”來解釋精神和心理的現象。
卡爾·十二世去世後，繼任王權的烏爾麗卡·埃莉諾拉女王將史威登堡和他的弟兄姐妹封爲貴族。在17和18世紀，瑞典主教們的子女獲得這一榮譽是很常見的，這是瑞典國王對其父親事業的認可，在瑞典語中，史威登堡的名字由"Swedberg"改爲"Swedenborg"。
1724年，他曾經得到烏普薩拉大學數學系主任的任命，但是他拒絕了這個聘請，他說他的職業是在工作中需要研究幾何、化學和冶金，另外他說自己有口吃的缺陷，不能勝任這個工作，據説他在公共場合下講話非常小心，而很多人也很少聽到他在公衆場合下發言。

### 超前意識
1730年代以後，史威登堡對精神領域越來越感興趣，他決心找出一種理論來解釋物質與精神的關係。他想要瞭解創造的順序和目的，首先促使他研究物質結構和創作過程本身。1734年他在德國莱比錫出版了3卷本的《哲學和邏輯學著作集》，這部著作的第一部分論述他的成熟的自然哲學。在這方面他深受法國大哲學家笛卡兒的影響。事實上，史威登堡自然哲學的三個主要問題都受到笛卡兒的啟發：
1. 物質由無限可分的微粒構成；
2. 這些微粒處於永恆的旋轉運動之中；
3. 地球行星系統是從太陽物質團中分離出來的。

受英國神學家托馬斯·伯内特《神聖的地球理論》（Sacred Theory of the Earth）一書的影響，在天文學的領域方面，史威登堡於1734年首次提出了星雲假說，1755年伊曼努爾·康德在此基础上發表了《自然史和天空理論》，認為氣體雲星雲緩慢的旋轉、由於重力逐漸崩潰和合併，最終形成恆星和行星。
在同一時期，史威登堡進行了許多解剖學和生理學研究。他是第一個預知了神經元的概念,這個概念直到一個世紀之後，科學界才認識到神經細胞的全部意義。他對大腦皮層、神經系統組織、腦脊髓液的定位、腦下垂體的功能、血管周隙、第四腦室以及人體特定區的結構等也有先見之明。儘管他的解剖學上的成果並未受到同時代科學家的注意，但是在某些領域，他的超前理論已經得到了現代科學驗證。
1735年，他在萊比錫又出版了三卷本的《哲學和礦物學著作集》（Opera philosophica et minalis），試圖將哲學與冶金學結合起來。這部書中對鉄和銅的冶煉分析的章節受到了社會歡迎，從而使史威登堡獲得了國際聲譽。同年，他還出版了小冊子《無限》（“On the Infinite”），試圖解釋有限與無限的關係以及靈魂與肉體之間的聯係。這是他第一次涉及到這個領域，由於他提出了靈魂基於物質的觀點，他知道這可能會引發與神學界的衝突。除此之外，他還專門研究了當時的時尚哲學家，如：約翰·洛克、克里斯蒂安·馮·沃爾夫、戈特弗里德·莱布尼茨、笛卡爾以及早期古希臘、古羅馬的柏拉圖、亞里士多德、普羅提諾、希波的奥古斯丁的哲學思想。

## 神學生涯
史威登堡的後半生將精力傾注到了神學領域。這個開端始於1740年代中後期，1743年，他以為去國外搜集寫作資料爲由請假出國。他寫這本書的目的是打算從解剖學角度來解釋靈魂，該計劃寫作17卷。

### 夢幻日記
1743年7月史威登堡啓程周游各地，他隨身携帶旅行日記，詳細記載著沿途旅行的觀感。在這期間史威登堡也做了很多令他感到奇特的夢，所經歷的不同的夢境，對他來説有些非常愉快，有些則忐忑不安，除了旅行觀感之外，他也一直幾乎一個不漏地記載所夢見的情景。記述時間從1743年7月至1744年10月。但是這部日記長期以來一直無人知曉，直到1850年在瑞典皇家圖書館才被發現，之後這部游記以《夢幻日記》（瑞典語：Drömboken）（英文：Journal of Dreams）的書名出版發行。
下面是他1744年所描述的部分夢幻記錄：

3月20日，他發現他的欲望和興趣在悄然發生變化。通過對夢中流域的欲望與樂趣的剖析，他驚訝地發現，他的虛榮心和對異性的興趣消失了，這讓他深有感觸。“達到海牙後，我發現我寫書的興趣和虛榮心竟消失不見了。這真是奇怪？此外，我對異性的欲望也突然平息了，這曾是我最强烈的欲望！”
3月24日，他夢見一個美麗的花園，很想裏面有個屬於他的地方。有人清楚了一些無形的爬蟲，説是毒蟲，不知是誰帶進來的，影響了住在那裏的人。“我沒有看見毒蟲，卻看見一條小爬蟲從我掉到身邊的一個婦人的白衣上。這象徵當從我身上滌除的污穢。”
4月2日，他夢見兩個人，走進一個房子。房子蓋好了，但沒有裝飾完畢。他們四處查看，很不滿意。其中一位走到跟前，警告他如不離開，就要懲罰他。他不知道怎麽出去，那人說可以帶他出去。醒了。“這表示我在一間沒有裝飾打掃的房間裏，邀請了一位來自至高處的客人。他發現房子沒有打掃乾净，我當受懲罰。幸好他慈悲地指示了逃脫的門路。”
4月4日清晨，他夢見騎著馬，被指示該去的方向。“倒我一眼望去，前面一片黑暗。我發現自己在黑暗中迷了路，幸好此時有光找過來。原來我真的迷了路。 我看見了路，看見了該去的森林，穿過樹林就能看到藍天。 醒了。我隨即想到此生，又想到來世。在我看來，從今生到來世都充滿了主的恩典。我不禁哭泣，因爲我根本沒有愛，還時常冒犯他。他引領我，指示我通往恩典之國的路。 我根本不配承受這樣的恩典”
10月12日，他夢見一個盛著麵包的盤子遞到他面前。“這意味著主將親自指示我，因爲我開始進入一無所知的狀態，所有先入爲主的觀念都將挪走。學習都是這樣開始的，就是説，首先成爲一個孩子，汲取知識的營養。這正是我目前的狀態”

在1744年10月26日-27日的最後日記中，史威登堡似乎很清楚他自己應該走哪條路。他覺得他應該放棄目前的工作計劃，寫一本關於敬拜上帝的新書。他很快就開始著手寫作《敬拜與上帝之愛》（拉丁語：De cultu et amore Dei），該書於1745年6月在倫敦出版。

### 異象衝擊
1745年，那年是史威登堡57周歲。在倫敦的一次特殊體驗使他的人生發生了巨大的轉變，那天當他在倫敦一家餐館用餐時，一件不可思議的事情發生了。就在他用完餐準備起身離開，餐廳裏突然放出耀眼的光芒，在光芒中出現了一個身著潔白長袍的人，他對史威登堡說：不要吃的太多。説完就消失了。於是史威登堡詢問餐廳其他的人，是否看到了這個穿白色長袍的人，別人都説沒有看到。第二天晚上，他躺下入睡之後，那個穿白色長袍的男人又出現在他的夢境中，他對史威登堡說：他是上帝派來的使者，他要交給史威登堡一個使命。史威登堡會被帶往靈界中去，要和那裏的霛交流溝通，要史威登堡將那個世界的見聞記錄下來，轉告給世間的人們。
從那時起終日忙碌於圖書館和資料室的他，放下了所有的科學書籍和資料，身邊只留下一本《聖經》。當得知史威登堡離開了科學界，很多人爲之惋惜，甚至有人希望他重返科學界。然而史威登堡卻説：“以後世上還會有許多像我這樣的科學家，但是接受我這樣使命的人不知道還會不會有。”

### 聖經注釋和神學著作

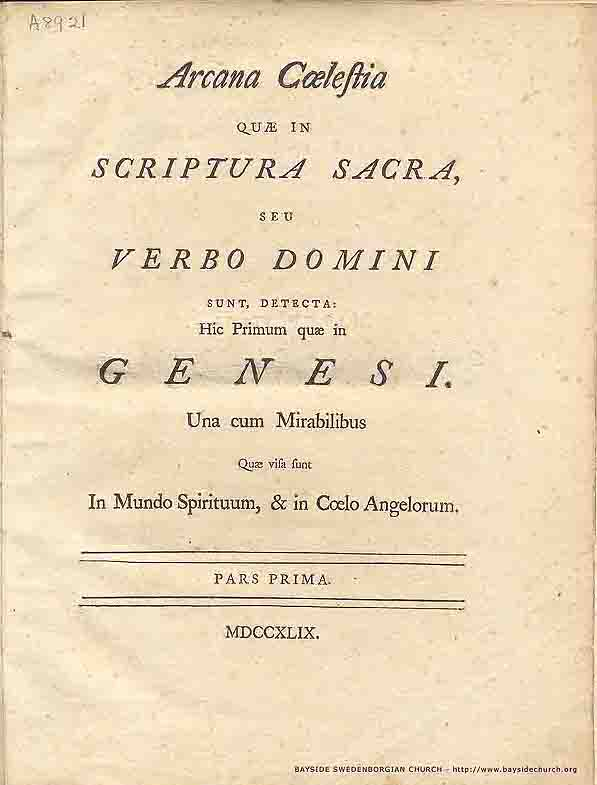
《屬天的奧秘》1749年第一版

1747年6月，史威登堡辭去了皇家礦務局的職務，爲了將精力用於解釋《聖經》以及著手寫作神學方面的著作，史威登堡重新學習希伯來語。從那時開始直到他去世，他都是在斯德哥爾摩、荷蘭和倫敦度過的。1749年出版了《屬天的奧秘》，在這之後的25年閒，他陸續發表了14部神學著作，不過最初他是以匿名方式發表的，直到後來才公開他的名字。
史威登堡在他的《最後的審判》（1758年出版）中提出了一個驚人的主張，那就是根據他在靈界所看的景象，最後的審判不是在物質世界，而是發生在靈界（World of Spirits），這個靈界在天堂與地獄的中間，所有人都通過這個靈界去天堂或地獄。
他認為上帝的存在是不可描述的，因為它本身既是實體又是形式。但是上帝的本質能從它的愛和智慧這兩種基本品質中得到理解。他自稱用特殊的冥想方式，由“天使”帶引下來往於靈界，足足花了13年的時間拜訪了古今中外在天堂或地獄裡的人們，寫下了《天堂與地獄》。該著作中詳細描繪人類在物質生命結束後，如何進入靈魂世界，永恆地以另一種方式生存。其中最大的不同觀點是，天堂與地獄，僅是靈魂出自自身的善、惡所致，並非由審判而來的結果。當所有良善的靈魂聚集起來的地方就是“天堂”，天堂內有不同宗教或無宗教的人。所有懷有惡意、想奴隸他人的靈魂，當接近天堂時會感到極度不適，他們唯有選擇在別處聚集，就成了“地獄”，類似“物以類聚”的概念，這與傳統神學藉由上帝的審判來決定一個人是否上天堂或下地獄的觀點完全不同。
史威登堡認爲，在與自然界相一致的神靈世界裏，上帝的本質是精神的太陽；它的溫暖是愛，它的光明是智慧。他在《天堂與地獄》一書中的第一章即指出，耶穌是天堂唯一的神，並且認同三位一體的概念(上帝、耶穌、聖靈，三個名詞，指的都是同一個)。認為創造是持續進行的、宇宙中每一事物都屬於一個系列，每個系列都有三個不同的度，這三個度由目的、原因和結果聯繫起來。每一結果都是下一較低系列的目的。創造的最後目的只能通過人來完成。
1770年7月，82歲的史威登堡在阿姆斯特丹完成了他最後的一部作品《真正的基督教》（Vera Christiana Religio），次年在阿姆斯特丹出版發行，這是他最爲滿意的著作，旨在向路德教派解釋他的教義。

### 奇異體驗
在專注神學領域之後，史威登堡一直默默無聞地使用匿名發表他的神學著作，1759年之後，他的幾個奇異體驗傳説使他聲名鵲起，從而吸引了世人的目光。

#### 斯德哥爾摩火災
1759年7月19日從英國回國的史威登堡抵達了哥德堡，當地富商邀請他去家中做客，同時出席晚宴的還有另外15名客人。傍晚六時左右，史威登堡突然起身，獨自來到花園，回來時臉色蒼白，局促不安。別人問他發生了什麽事？他説斯德哥爾摩發生了一場火災，火勢迅速蔓延。坐立不安的他不時進出花園，他說他的一個朋友的房子已經化爲灰燼，自己的房子也岌岌可危。晚上八時當他再一次來到花園時，火勢已經熄滅。
客人們開始忐忑不安，因爲他們當中有人的親屬就住在斯德哥爾摩。次日早晨，當地官員邀請史威登堡詢問火災情況，於是史威登堡就詳細地敘説了火災的發生、蔓延直至熄滅的過程。第三天晚上，終於從斯德哥爾摩傳來了準確的消息，貿易部在火災肆虐時派出的信使抵達了哥德堡，信中描述的情景與史威登堡在兩天前敘述的完全一樣。

#### 王后的秘密
爲了特意測試史威登堡的靈界體驗，1761年瑞典王后路易斯·烏爾莉卡召見史威登堡進宮，史威登堡也爲了進獻他出版的著作和王后進行了一番長談，最後王后要求他一旦在靈界見到他的弟弟奧古斯特·威廉親王，就將親王的事情告訴她。第二天他再次進宮，在呈上他的各種著作之後，請求覲見王后。然後私下和王后説了一些事情，王后聽完臉色煞白，她說：這件事只有她和他弟弟才知道。

#### 荷蘭大使的收據
1761年春，荷蘭駐瑞典大使馬特維過世。一年後，一個金匠向大使遺孀索要一筆金額不菲的費用。遺孀記得丈夫生前已經付了款，無奈她找不到收據。大使生前好友俄國駐瑞典大使奧斯特曼爵士建議遺孀向史威登堡求助。於是遺孀特意登門拜訪了史威登堡，遺孀表示倘若他真如人們所傳的那樣，能和去世的人溝通，那麽想請他在靈界詢問過世的荷蘭大使關於金匠的事。幾天後，史威登堡在靈界遇到了荷蘭大使，問了收據的所在之處。回到現實世界之後，史威登堡告訴她，收據就在寢室衣櫃的第幾個抽屜中，遺孀失望地說，那些抽屜不知翻了多少遍了，就是沒有看見收據。史威登堡說：“你丈夫說那個抽屜裏有暗格，請將抽屜底層拆開來看。”遺孀於是按照他所説的那樣，打開了抽屜暗格，結果發現了收據還有很多重要文件

### 爭議
史威登堡的神學思想在瑞典引起了軒然大波。1768年9月，瑞典國家信義會的一位牧師呼籲教會做出決議，采取措施停止一切與信義會教義不符的神學著作的出版發行，其矛頭明顯指向史威登堡。以迪安・埃克博姆（Dean Ekebom）為代表的反對史威登堡的勢力認爲，史威登堡的神學思想是“敗壞信仰的異端，應當受到抵制”。由於爭議不斷升級，迪安・埃克博姆（Dean Ekebom）的法律顧問和首席檢察官敦促國會以“最有力的措施來遏制、懲罰史威登堡的歪理邪説”，在此壓力之下，瑞典皇家科學院“完全棄絕並禁止史威登堡的神學教義”，海關官員奉命沒收有關史威登堡的著作，史威登堡的支持者一度受到打壓。

## 晚年
1771年夏，史威登堡去了倫敦。之後他一直逗留在倫敦。聖誕節前，他中風偏癱臥床，後來有所好轉，但還是在1772年3月29日以84歲高齡離世。他的女僕伊麗莎白·雷諾兹後來回憶道，史威登堡在此之前已經預感到他的大限之日將至，但是他卻感到很輕鬆，就好像“去某個地方度假一樣快樂"，她寫道：
在史威登堡生命的最後時刻，他的朋友費雷利厄斯牧師告訴他，有些人認爲他寫的神學著作只是爲了給自己出名，他問史威登堡是否願意放棄它？斯威登堡從床上爬起來，手放在心口上，認真地回到道“我寫的一切都是真實的，就像在你眼前看到我一樣真實，如果允許的話，我可以說的更多说。當你將來進入到永恆世界中時，你會看到一切，我會有很多話對你說”
他去世之後，安葬在倫敦沙德韋爾王子廣場的海外瑞典教堂。1908年，瑞典皇家科學院以高價從英國蘇富比拍賣行買下了史威登堡的頭蓋骨，瑞典海軍派出了軍艦将他的頭蓋骨和遺骸接回瑞典，安葬在烏普薩萨大教堂。

## 對後世的影響

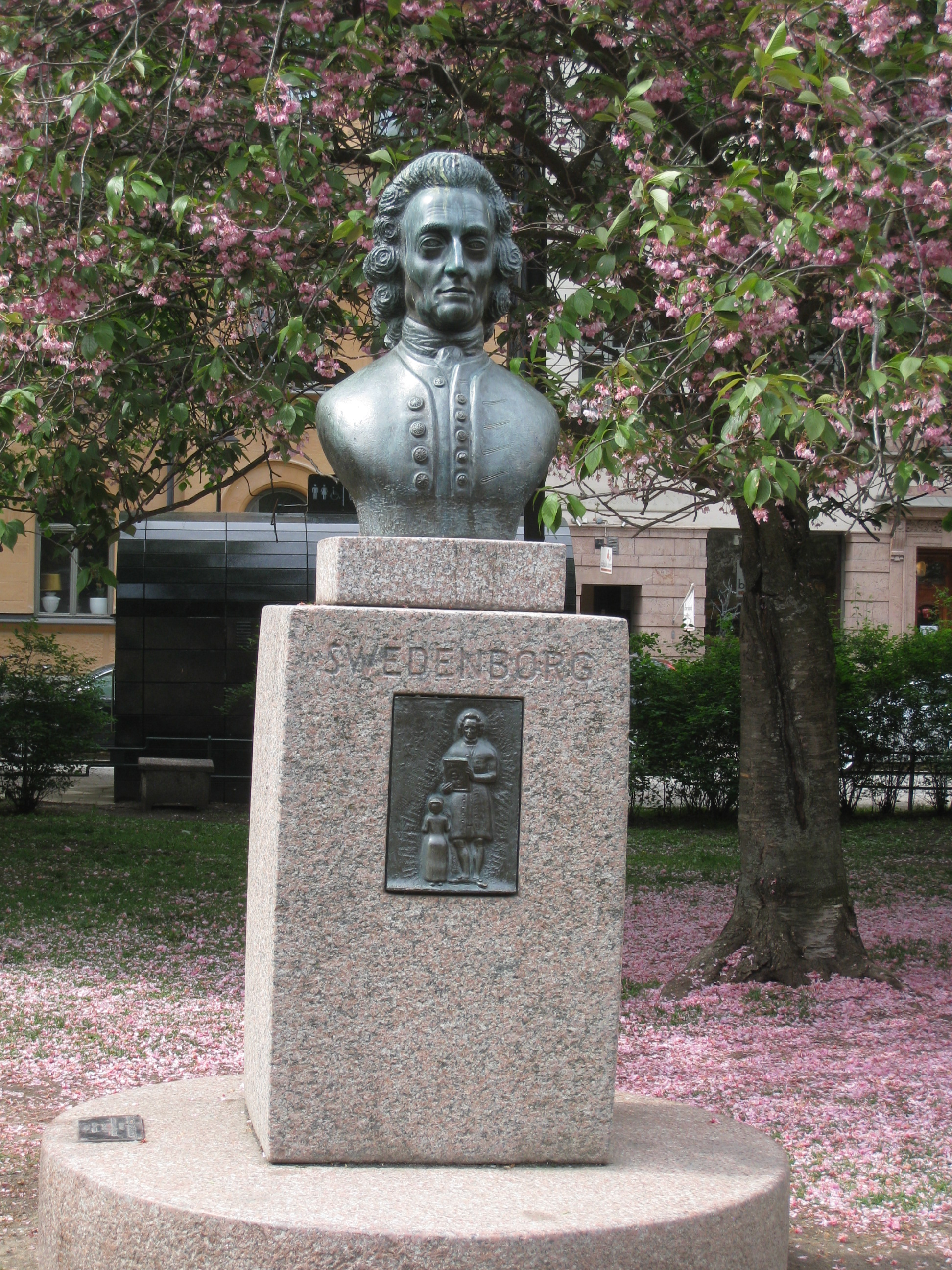
坐落於斯德哥爾摩南島的史威登堡雕像

史威登堡著作中所體現出來的宗教思想源泉影響了很多的文學家、藝術家、思想家以及哲學家。他們當中有：羅伯特·佛洛斯特，约翰·查普曼、威廉·布莱克、豪尔赫·路易斯·博尔赫斯、丹尼尔·伯纳姆、阿瑟·柯南·道尔，波德萊爾、愛默生，约翰·斐拉克曼、喬治·英尼斯、老亨利·詹姆斯、卡爾·荣格 、伊曼努爾·康德、奥诺雷·德·巴爾扎克、海倫·凱勒、切斯瓦夫·米沃什、約瑟夫·史密斯、奥古斯特·斯特林堡、鈴木大拙和威廉·巴特勒·葉芝。他的哲學對南曼蘭公爵、後來的國王同時也是瑞典共濟會（瑞典語：Svenska Frimurare Orden）大師的卡爾十三世也產生了巨大影響。
在史威登堡逝世15年後的1787年，後人依據他的著作《新耶路撒冷及其屬天教義》的理論為教義，創建了“新耶路撒冷教會”（簡稱：新教會）。目前新教會遍及北美、歐洲、非洲和大洋洲。

## 著作
神學方面的著作有：
- 《属天的奥秘》（1749年）Arcana Coelestia （页面存档备份，存于）
- 《天堂與地獄》（1758年）Heaven and Hell （页面存档备份，存于）

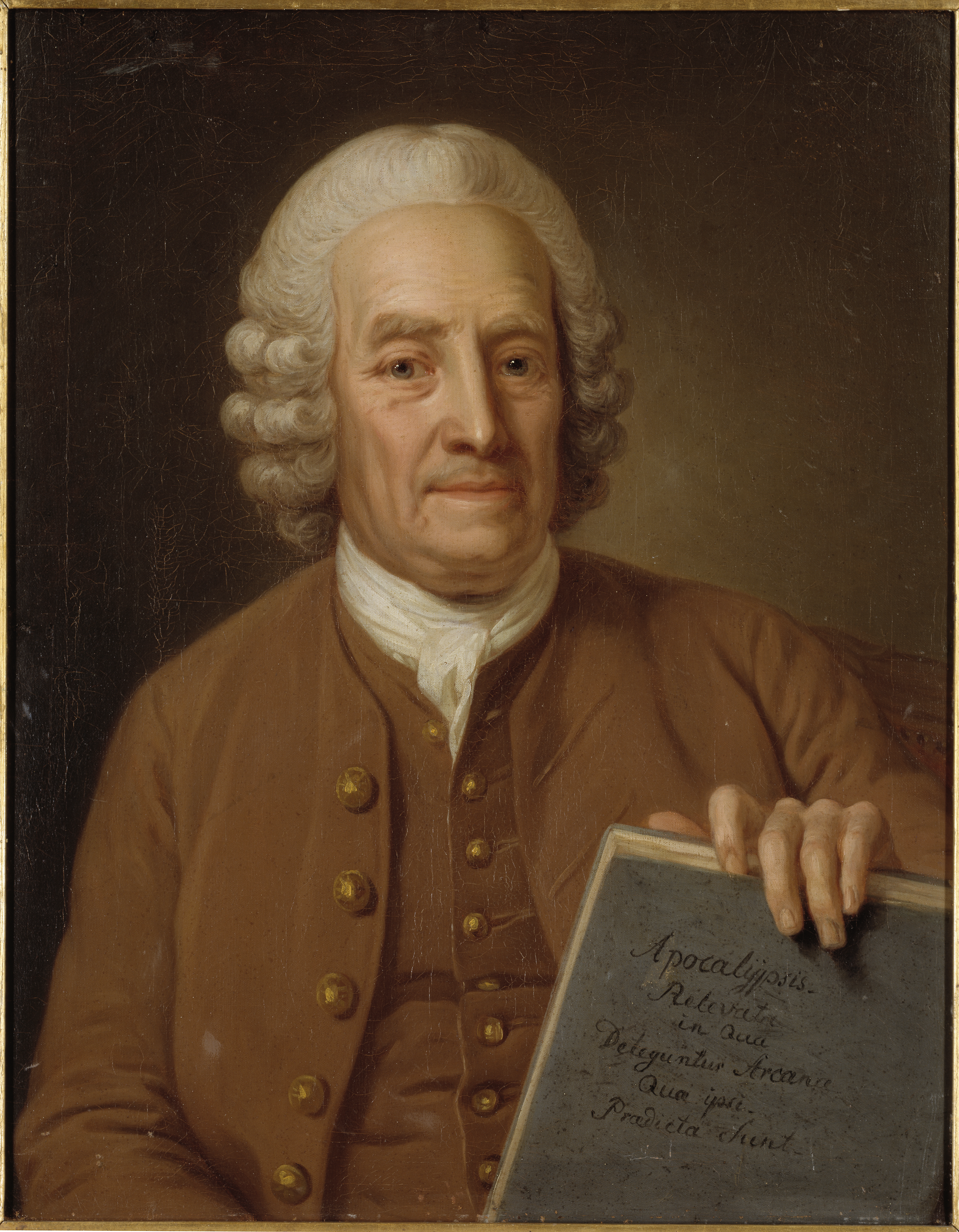
1766年，75歲的伊曼紐·史威登堡手拿《揭秘啓示錄》手稿

- 《宇宙星球》（1758年）Earths in the Universe（页面存档备份，存于）
- 《最後的審判》（1758年）The Last Judgement （页面存档备份，存于）
- 《白馬》（1758年）The White Horse （页面存档备份，存于）
- 《新耶路撒冷及其属天教義》（1758年）The New Jerusalem and its Heavenly （页面存档备份，存于）
- 《教義之主篇》（1763年）The Lord （页面存档备份，存于）
- 《教義之聖經篇》（1763年）Sacred Scripture （页面存档备份，存于）
- 《教義之生命篇》（1763年）Life （页面存档备份，存于）
- 《教義之信仰篇》（1763年）Faith （页面存档备份，存于）
- 《最後的審判•續》（1763年）The Last Judgement (Continuation) （页面存档备份，存于）
- 《聖愛與聖智》（1763年）Divine Love and Wisdom （页面存档备份，存于）
- 《聖治》（1764年）Divine Providence （页面存档备份，存于）
- 《揭秘啓示錄》（1766年）Apocalypse Revealed （页面存档备份，存于）中文網頁 （页面存档备份，存于）
- 《婚姻之愛》（1768年）Conjugial Love （页面存档备份，存于）
- 《新教會教義簡論》（1769年）A Brief Exposition of New Church Doctrine （页面存档备份，存于）
- 《身體與靈魂的相互作用》（1769年）Interaction of the Soul and Body （页面存档备份，存于）
- 《真實的基督教》（1771年）True Christianity （页面存档备份，存于）

除神學方面的著作之外，斯威登堡還在自然科學、哲學以及解剖學方面皆有建樹。自然科學方面的著作有：《哲學和礦物學著作集》（上卷）、《論鐵和鋼》（中卷）、《論銅和黃銅》（下卷）；哲學方面的著作有：《論自然哲學的原理》；在解剖學方面的著作有：《靈魂世界的機制》。

## 外部鏈接
- 史威登堡研究中心 （页面存档备份，存于）
- 史威登堡綜合介紹 （页面存档备份，存于）
- Who Was Emannel Swedenborg ? （页面存档备份，存于）
- Emanuel Swedenborg的作品  - 古騰堡計劃
- 來自伊曼紐·史威登堡的LibriVox公共領域有聲讀物
- A Journal of Dreams （页面存档备份，存于）
- The Heavenly Doctrines （页面存档备份，存于）, a searchable library of Swedenborg's "revelatory phase" theological writings.